# Эстрин, Дебора
Дебора Эстрин (англ. Deborah Estrin; род. 6 декабря 1959 года) — профессор информатики в Корнелл-тех, технологическом кампусе Корнеллского университета и сооснователь некоммерческой организации mHealth, занимающейся вопросами так называемого «мобильного здоровья», касающимися использования мобильных телефонов в здравоохранении. Её главный вклад в науку — технология так называемых встроенных сетевых зондирований (англ. embedded networked sensing, ENS), заключающаяся в использовании крошечных, оснащённых множеством сенсоров устройств, которые воспринимают окружение и делятся этой информацией друг с другом, что позволяет им не только собирать информацию, но и обрабатывать её, возвращая результаты своего анализа, а не просто список наблюдаемых значений. Например, встроенные в опоры моста сенсоры могут достаточно точно определить места ослабления его конструкции, а рассыпанные по лесу зонды могут собрать информацию о составе почвы, распределению уровней влажности и обычаях лесной фауны.
Эстрин получила диплом бакалавра в 1980 году в Университете Калифорнии, магистра в 1982 году в МТИ и защитила диссертацию на соискание степени доктора философии в 1985 году по теме «Доступ к межорганизационным компьютерным сетям» (англ. Access to Inter-Organization Computer Networks), её руководителем стал Джером Сальтцер (один из авторов знаменитой системы Multics, ставшей прообразом Unix). После защиты она вернулась на запад США и начала преподавать в Университете Южной Калифорнии, где проработала до 2000 года, после чего вернулась в Калифорнию. В 2012 году Корнеллский университет открыл новый кампус по развитию новых технологий, и Эстрин стала его первым сотрудником.
Вклад Эстрин широко признан коллегами и отмечен рядом наград. Уже в 1987 году Национальный научный фонд наградил её как молодого подающего надежды учёного. В 2007 году Институт Аниты Борг причислил её к «женщинам-визионерам» (это был всего второй случай выдачи награды, а первый раз она досталась таким известным и признанным десятилетиями учёным, как П.Самуэльсон и Радия Перлман). В 2008 Федеральная политехническая школа Лозанны присудила её звание почётного доктора, в 2011 то же самое сделал Уппсальский университет. В 2003 журнал «Популярная наука» назвал Дебору Эстрин в числе «блестящей десятки» учёных 2003 года. В 2007 году её приняли в члены Американской академии искусств и наук, а в 2009 году — в члены Национальной инженерной академии. Отмечена IEEE Internet Award (2017), лауреат стипендии Мак-Артура (2018). Фелло ACM и IEEE.
У Деборы Эстрин много знаменитых родственников: Дж. Эстрин (отец, профессор, работал с Дж. фон Нейманом), Т. Эстрин (мать, профессор, вице-президент IEEE), Дж. Эстрин (сестра, работала с В. Серфом над TCP/IP).